# Desa Harjowinangun (administrativ by i Indonesien, lat -7,02, long 109,99)
Desa Harjowinangun är en administrativ by i Indonesien.   Den ligger i provinsen Jawa Tengah, i den västra delen av landet, 400 km öster om huvudstaden Jakarta.